# 皇始 (前秦)
皇始（351年-355年五月）是十六国时期前秦政权前秦景明帝苻健的年号，共计5年。
皇始五年六月苻生即位，改元寿光元年。

## 纪年
| 皇始 | 元年  | 二年  | 三年  | 四年  | 五年  |
| ---- | ----- | ----- | ----- | ----- | ----- |
| 公元 | 351年 | 352年 | 353年 | 354年 | 355年 |
| 干支 | 辛亥  | 壬子  | 癸丑  | 甲寅  | 乙卯  |

## 参看
- 中国年号索引
- 其他时期使用的皇始年号
- 同期存在的其他政权年号
  - 永和（345年-356年）：东晋皇帝晉穆帝司馬聃的年号
  - 建兴：前凉政权年号
  - 和平（354年-355年九月）：前凉政权张祚年号
  - 永宁（350年三月-351年四月）：后赵政权石袛年号
  - 永兴（350年闰二月-352年四月）：冉魏政权冉闵年号
  - 元玺（352年十一月-357年正月）：前燕政权慕容儁年号
  - 建昌（352年正月-五月）：张琚自立年号
  - 建国（338年十一月-376年）：代政权拓跋什翼犍年号